# Classe Magicienne
La classe Magicienne est un type de douze frégates de 32 canons conçue pour la marine nationale française. Elle a été conçue par Joseph-Marie-Blaise Coulomb (en). Les navires ont tous été construits à Toulon.

## Navires de la classe
- Magicienne
- Précieuse
- Sérieuse
- Lutine
- Vestale
- Iris
- Alceste
- Réunion
- Modeste
- Sensible
- Topaze
- Artémise